# سیارک ۲۱۳۴۶
سیارک ۲۱۳۴۶ (به انگلیسی: 21346 Marieladislav، نامگذاری:1997EL11) بیست و یک هزار و سیصد و چهل و ششمین سیارک کشف شده‌است که در ۹ مارس ۱۹۹۷ کشف شد.
قدر مطلق سیارک برابر ۲۹.۵ است.